# خوسه تورس (بوکسور)
خوزه تورس (انگلیسی: José Torres؛ ۳ مهٔ ۱۹۳۶ – ۱۹ ژانویهٔ ۲۰۰۹) بوکسور اهل پورتوریکو بود.
از فیلم‌ها یا برنامه‌های تلویزیونی که وی در آن نقش داشته‌است می‌توان به جنگو، آماده مرگ باش، پنج مرد جنگی و خرابکاران اشاره کرد.